# Batalla de Guam (1941)
La batalla de Guam fue un enfrentamiento armado entre las tropas del Imperio japonés y de los Estados Unidos durante la Guerra del Pacífico de la Segunda Guerra Mundial. La batalla consistió en la invasión japonesa de la isla de Guam, situada en el archipiélago de las Marianas, en el oeste del océano Pacífico, que pertenecía a los Estados Unidos desde la Guerra hispano-estadounidense de 1898. El enfrentamiento se produjo el 8 de diciembre de 1941, y terminó con la victoria y toma japonesa de la isla. Durante el ataque aéreo japonés, los estadounidenses hundieron su dragaminas USS Penguin (AM-33) para evitar que cayera en manos enemigas, después de que desde este se abatiera un avión japonés.